# Zeldzame aarde

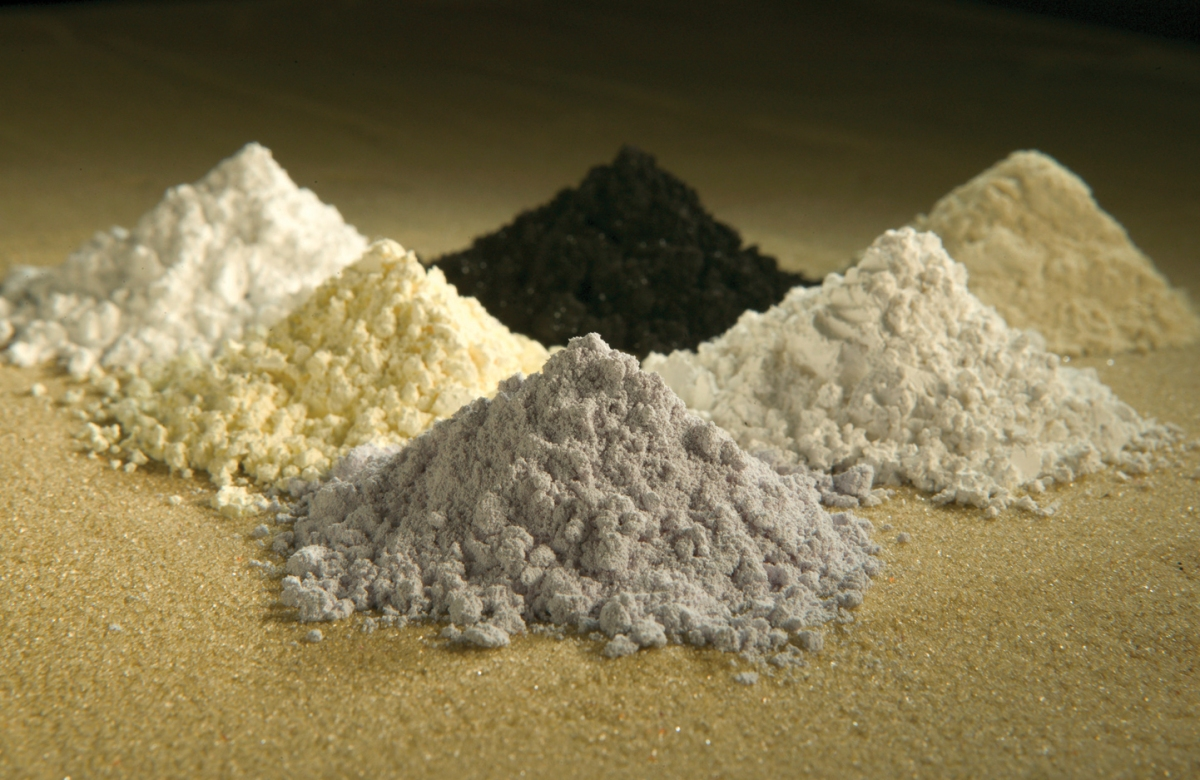
Oxides van praseodymium, cerium, lanthaan, neodymium, samarium en gadolinium

Zeldzame aarden, zeldzame aardelementen of zeldzame aardmetalen zijn zeventien zware scheikundige elementen die van nature in het heelal voorkomen. 

## Beschrijving
Volgens IUPAC zijn de zeldzame aarden scandium, yttrium en de vijftien lanthanoïden. Maar soms worden sommige actinoïden ook tot de zeldzame aarden gerekend. Yttrium wordt vaak niet als zeldzame aarde aangemerkt maar maakt wel deel uit van de delfstof REY, wat staat voor Rare Earth and Yttrium. Zeldzame aarden worden vaak in combinatie met elkaar in ertsen en bepaalde soorten mineralen gevonden. 
De naam is een vertaling van het Franse terre, dat vroeger echter ook oxide kon betekenen. Omdat men in het begin van de 19e eeuw aannam dat deze elementen relatief zeldzaam waren ontstond de naam zeldzame aarden. Tegenwoordig is echter bekend dat de meeste zeldzame aarden allesbehalve zeldzaam zijn. De meest voorkomende zeldzame aarde, cerium, is op volgorde van hoeveelheid met 68 ppm het 25e element in de aardkorst, het komt daarmee vaker voor dan lood. De minst voorkomende zeldzame aarde (lutetium) komt nog altijd aanzienlijk vaker voor dan goud. De zeldzame aarden komen echter in verhouding tot lood of goud weinig in geconcentreerde vorm voor, zodat het aantal economisch interessante afzettingen gering is.

### Lijst van zeldzame aardmetalen
| Atoom- nummer | Symbool | Naam         | Etymologie                                                                                |
| ------------- | ------- | ------------ | ----------------------------------------------------------------------------------------- |
| 21            | Sc      | scandium     | van het Latijnse Scandia (Scandinavië), waar als eerst zeldzame aardmetalen zijn gevonden |
| 39            | Y       | yttrium      | Genoemd naar Ytterby in Zweden, waar enkele zeldzame aardmetalen zijn ontdekt             |
| 57            | La      | lanthaan     | van het Griekse "lanthanein", verborgen zijn                                              |
| 58            | Ce      | cerium       | naar de dwergplaneet Ceres                                                                |
| 59            | Pr      | praseodymium | van het Griekse "prasios", groen, en "didymos", tweeling                                  |
| 60            | Nd      | neodymium    | van het Griekse "neos", nieuw, en "didymos", tweeling                                     |
| 61            | Pm      | promethium   | naar de Griekse god van het vuur, Prometheus                                              |
| 62            | Sm      | samarium     | naar Vasili Samarsky-Bykhovets, ontdekker van het erts samarskiet                         |
| 63            | Eu      | europium     | naar het werelddeel Europa                                                                |
| 64            | Gd      | gadolinium   | naar Johan Gadolin (1760–1852), ter ere van zijn onderzoek naar zeldzame aarde            |
| 65            | Tb      | terbium      | naar Ytterby                                                                              |
| 66            | Dy      | dysprosium   | van het Griekse "dysprositos", moeilijk te vangen                                         |
| 67            | Ho      | holmium      | naar Stockholm (Latijn: "Holmia"), de thuisstad van de ontdekkers                         |
| 68            | Er      | erbium       | naar Ytterby                                                                              |
| 69            | Tm      | thulium      | naar de mythische plaats Thule, in het uiterste noorden                                   |
| 70            | Yb      | ytterbium    | naar Ytterby                                                                              |
| 71            | Lu      | lutetium     | naar Lutetia, de Latijnse naam voor het latere Parijs                                     |

|              | 1            |              |                   |                   |                   |                   |                   |                   |                   |                   |                   |                   |    |    |    |    |    | 18 |
| 1            | H            | 2            | Periodiek systeem | Periodiek systeem | Periodiek systeem | Periodiek systeem | Periodiek systeem | Periodiek systeem | Periodiek systeem | Periodiek systeem | Periodiek systeem | Periodiek systeem | 13 | 14 | 15 | 16 | 17 | He |
| 2            | Li           | Be           |                   |                   |                   |                   |                   |                   |                   |                   |                   |                   | B  | C  | N  | O  | F  | Ne |
| 3            | Na           | Mg           | 3                 | 4                 | 5                 | 6                 | 7                 | 8                 | 9                 | 10                | 11                | 12                | Al | Si | P  | S  | Cl | Ar |
| 4            | K            | Ca           | Sc                | Ti                | V                 | Cr                | Mn                | Fe                | Co                | Ni                | Cu                | Zn                | Ga | Ge | As | Se | Br | Kr |
| 5            | Rb           | Sr           | Y                 | Zr                | Nb                | Mo                | Tc                | Ru                | Rh                | Pd                | Ag                | Cd                | In | Sn | Sb | Te | I  | Xe |
| 6            | Cs           | Ba           | ↓                 | Hf                | Ta                | W                 | Re                | Os                | Ir                | Pt                | Au                | Hg                | Tl | Pb | Bi | Po | At | Rn |
| 7            | Fr           | Ra           | ↓↓                | Rf                | Db                | Sg                | Bh                | Hs                | Mt                | Ds                | Rg                | Cn                | Nh | Fl | Mc | Lv | Ts | Og |
|              |              |              |                   |                   |                   |                   |                   |                   |                   |                   |                   |                   |    |    |    |    |    |    |
| Lanthanoïden | Lanthanoïden | Lanthanoïden | La                | Ce                | Pr                | Nd                | Pm                | Sm                | Eu                | Gd                | Tb                | Dy                | Ho | Er | Tm | Yb | Lu |    |
| Actinoïden   | Actinoïden   | Actinoïden   | Ac                | Th                | Pa                | U                 | Np                | Pu                | Am                | Cm                | Bk                | Cf                | Es | Fm | Md | No | Lr |    |

## Minerale concentraties
In 2017 werd in totaal zo'n 132.000 ton zeldzame aardmetalen geproduceerd. De Volksrepubliek China is veruit de grootste producent met zo'n 105.000 ton of 80% van het wereldtotaal. Australië staat op de tweede plaats met 19.000 ton. China geeft verder weinig informatie. Er wordt verder nog veel illegaal gewerkt en de daadwerkelijke productie in het land kan zo'n 50.000 ton hoger liggen. Dit is een schatting omdat officiële cijfers ontbreken.
De wereldwijde reserves worden in 2018 geschat op 120 miljoen ton, waarvan 44 miljoen ton in China. Brazilië en Vietnam staan op een gedeelde tweede plaats met elk 22 miljoen ton. De Australische reserves zijn met 3,4 miljoen ton bescheiden.
Buiten China was de Mountain Pass-mijn, gelegen op circa 90 kilometer ten zuidwesten van Las Vegas in de Verenigde Staten, een van de belangrijkste producenten van zeldzame aardmetalen. In 2011 werd de productie hier herstart. Volgens Molycorp, de eigenaar van de mijnlicentie, zijn de bewezen reserves circa 40 miljoen kilogram, gemiddeld gehalte 9,38% in het aanwezige erts en de waarschijnlijke reserves bijna 1000 miljoen kilogram. De bastnäsietreserve heeft de volgende samenstelling van zeldzame aardmetalen:
| Zeldzame aardmetaal | Aandeel |
| ------------------- | ------- |
| cerium              | 48,8%   |
| lanthaan            | 34,0%   |
| neodymium           | 11,7%   |
| praseodymium        | 04,2%   |
| samarium            | 00,79%  |
| gadolinium          | 00,21%  |
| europium            | 00,13%  |
| dysprosium          | 00,05%  |
| overig              | 00,102% |

Niet alleen op het land, maar ook op de bodem van de oceanen bevinden zich grote voorraden van zeldzame aardmetalen. Geologen schatten dat in het directe oppervlak van de oceaanbodem ongeveer 100 miljard ton aardmetalen ligt, waarvoor technieken worden ontwikkeld om gewonnen te worden. De concentraties zeldzame aarde in de bodem van de Grote Oceaan, op een diepte tussen de 3500 en 6000 meter, liggen tussen de 0,1 en 0,2%. In mijnen op het land liggen de concentraties tussen de 3% en 10%.
Een bijzonder grote hoeveelheid zeldzame aardmetalen is in 2018 aangetoond in de zeebodem rond het Japanse atol Minami Torishima. Op grote diepte ligt meer dan 16 miljoen ton aan zeldzame metalen, ruim voldoende om in de huidige vraag voor eeuwen te voorzien. De eerste berichten over de metalen in dit gebied bestaan al sinds 2013.
In januari 2023 maakte het Zweedse mijnbouwbedrijf LKAB bekend nabij Kiruna een grote voorraad zeldzame aardmetalen te hebben gevonden. Volgens voorlopige onderzoeken zit er zo'n 1 miljoen ton aan zeldzame aardeoxides in de grond en dit is de grootste vondst in Europa. In juni 2023 werden de consultaties opgestart voor het indienen van een vergunningaanvraag. LKAB hoopte hierbij deze in 2025 te kunnen indienen en het kan volgens LKAB nog 10 tot 15 jaar duren voordat de eerste grondstoffen op de markt komen. De ontginning zou Europa minder afhankelijk maken van China.

## Economisch belang

Wereldwijde productie 1950-2000

Zeldzame aarden worden economisch gewonnen uit de mineralen bastnäsiet, monaziet en lopariet en uit lateritische kleien. Het mineraal eudialyt als bron voor zeldzame aarden wint aan belangrijkheid. Hoewel geen van de zeldzame aarden echt zeldzaam is, zijn ze, doordat ze meestal moeilijk te isoleren zijn, moeilijker te winnen (en relatief duurder) dan transitiemetalen. Dit komt doordat de zeldzame aarden zeer vergelijkbare chemische eigenschappen hebben.
In elektronica als mobiele telefoons en mp3-spelers wordt veel gebruikgemaakt van zeldzame aarden. De verregaande miniaturisatie van deze apparatuur is voornamelijk te danken aan het gebruik van zeldzame-aardemagneten.
Een groot gedeelte van de bekende voorraden aan zeldzame aarden bevindt zich in China, dat dan ook het leeuwendeel van de wereldproductie voor zijn rekening neemt. De grootste voorraden bevinden zich bij de stad Baotou in het noorden van het land. Hier ligt de Bayan Obo-mijn die 80 procent van China's bewezen reserves bevat. Bijna de helft van de wereldproductie komt uit deze mijn. De grootste producent ter wereld is China Northern Rare Earth Group, een onderdeel van de staalgroep Baotou Steel. Naar aanleiding van Chinese plannen om een (steeds groter) aandeel van deze productie voor de eigen industrie te behouden door middel van exportquota, en omdat door de schaarste op de markt commerciële winning (weer) economisch exploitabel werd, zijn vanaf circa 2005 mijnen in andere werelddelen versneld heropgestart. India, voormalige Sovjet-republieken, Brazilië en Maleisië zijn ook producenten van bescheiden hoeveelheden aardmetalen.
In 2008 lag de wereldwijde productie van zeldzame aardmetalen op circa 119.000 ton, waarvan slechts 4.220 ton buiten China werd geproduceerd. De vraag naar deze aardmetalen buiten China was ongeveer 50.000 ton.
China heeft in 2009 exportquota voor aardmetalen geïntroduceerd. Milieubescherming en het voorkomen van uitputting van de aanwezige reserves waren de belangrijkste redenen om deze beperkingen te introduceren; tussen 2005 en 2009 daalde de export van zeldzame aardmetalen met meer dan 20% van 65.000 ton naar 50.000 ton. In juli 2010 besloot de overheid de export met nog eens 40% te beperken. Het quotum is van toepassing op alle aardmetalen en heeft geleid tot een sterke stijging van de prijzen van, met name, lichte aardmetalen.
In onderstaande tabel een overzicht van de Chinese exportquota en de wereldwijde vraag en aanbod buiten China. Alle hoeveelheden zijn in tonnen, tenzij anders vermeld.
| jaar | Chinese exportquota | Mutatie tov jaar ervoor | Wereldwijde vraag | Aanbod rest wereld |
| ---- | ------------------- | ----------------------- | ----------------- | ------------------ |
| 2005 | 65.609              | 0%                      | 46.000            | 3850               |
| 2006 | 61.281              | (6%)                    | 50.000            | 3850               |
| 2007 | 59.643              | (4%)                    | 50.000            | 3730               |
| 2008 | 56.939              | (5%)                    | 50.000            | 3730               |
| 2009 | 50.145              | (12%)                   | 25.000            | 3730               |
| 2010 | 30.258              | (40%)                   | 48.000            | 5700-7700          |

Het beleid van de Chinese overheid om de export van zeldzame aardmetalen te beperken is in 2011 met kracht doorgezet. In de periode januari tot en met april 2011 was de export in tonnen zo'n 60% lager dan het jaar ervoor. De prijzen zijn als gevolg daarvan zeer sterk gestegen. In april lag de exportwaarde op circa 120 dollar per kilogram, een vertienvoudiging versus april 2010. De prijs van ceriumoxide is het sterkst gestegen, met ruim 450% sinds het begin van het jaar. In heel 2010 nam de prijs al toe met 60%. Na een besluit van de wereldhandelsorganisatie (WTO) in december 2014 betreffende de verhoging van de exportquota, heeft China in mei 2015 de exportquota opgeheven. De prijzen zijn hierna weer sterk gedaald, waardoor nieuwe producenten zoals Molycorp en de Australische Lynas Coorporation in de problemen zijn gekomen.
Vanwege de illegale activiteiten in de sector heeft de Chinese overheid in 2016 ingegrepen. De overheid heeft de hele productie bij zes grote bedrijven geconcentreerd waaronder Chinalco en Guangdong Province Rare Earth Industry Group. Hiermee kan het toezicht op de sector worden verbeterd en wordt beter gebruik gemaakt van de schaalvoordelen. Vanaf begin 2016 zijn 22 van de 23 mijnen ondergebracht bij de zes bedrijven en de laatste mijn werd gesloten. Van de 59 fabrieken voor de verwerking zijn er 57 geïntegreerd en de andere twee staakten de productie. De overheid wil ook de capaciteit van de fabrieken verlagen van 300.000 ton per jaar in 2015 naar 200.000 ton in 2020. In de gepresenteerde plannen zal de productie niet boven de 140.000 ton per jaar uitkomen en wil de overheid het aandeel van zeer zeldzame en daardoor dure aardmetalen verhogen van 25% in 2015 naar 50% in 2020.
Medio 2019 bracht de Chinese president Xi Jinping een bezoek aan een zeldzame aardmetalenfabriek in China. In de hoogoplopende handelsoorlog met de Verenigde Staten leek het een signaal dat de VS niet moet vergeten hoe afhankelijk het is van deze Chinese grondstoffen. De aardmetalen stonden op de Amerikaanse lijst waarvoor hogere importtarieven zouden gaan gelden, maar werden daar korte tijd later al weer vanaf gehaald omdat ze essentieel zijn voor de Amerikaanse industrie. In december 2021 heeft de Chinese regering ingestemd met de fusie van drie belangrijke mijnbouwbedrijven. China Minmetals Rare Earth gaat samen met Chinalco Rare Earth and Metals Co en Ganzhou Rare Earth Group. Alle drie zijn staatsbedrijven en eenmaal gecombineerd komt hierin geen verandering. De drie gaan verder onder de naam China Rare Earth Group en gezamenlijk verzorgen ze 70% van de productie van zeldzamen aardmetalen in het land.
Zeldzame aarden worden weinig publiek verhandeld en het is derhalve moeilijk de prijsontwikkeling te volgen. Hieronder een overzicht samengesteld door de USGS, het betreft de prijzen per jaarultimo.
| Zeldzaam aardmetaal | 2005 | 2010 | 2011 | 2012 | 2013 | 2014 | 2015 | 2016 | 2017 | 2018 | 2019 | 2020 | 2021 | 2022 | 2023 |
| ------------------- | ---- | ---- | ---- | ---- | ---- | ---- | ---- | ---- | ---- | ---- | ---- | ---- | ---- | ---- | ---- |
| Yttrium             | 88   | 50   | 165  | 88   | 25   | 16   | 8    | 4    | 3    | 3    | 3    | 3    | 5    |      |      |
| Lanthaan            | 23   | 38   | 100  | 23   | 8    | 5    | 3    | 2    | 2    | 2    | 2    | 2    | 2    | 1    | 1    |
| Cerium              | 19   | 30   | 100  | 23   | 8    | 5    | 3    | 2    | 2    | 2    | 2    | 2    | 2    | 1    | 1    |
| Praseodymium        | 37   | 60   | 225  | 115  | 94   | 121  | 76   | 52   | 65   | 63   |      |      |      |      |      |
| Neodymium           | 29   | 63   | 270  | 117  | 70   | 63   | 48   | 40   | 50   | 50   | 45   | 49   | 98   | 134  | 80   |
| Samarium            | 360  | 175  | 118  | 62   | 14   | 7    | 3    | 2    | 2    | 2    |      |      |      |      |      |
| Europium            | 990  | 1400 | 3300 | 2440 | 1130 | 822  | 344  | 74   | 77   | 53   | 35   | 31   | 31   | 20   | 27   |
| Gadolinium          | 130  | 165  | 239  | 92   | 47   | 47   | 21   | 20   | 37   | 44   |      |      |      |      |      |
| Terbium             | 535  | 1400 | 2750 | 1950 | 949  | 713  | 564  | 415  | 501  | 455  | 507  | 670  | 1346 | 2051 | 1300 |
| Dysprosium          | 120  | 310  | 1600 | 1010 | 540  | 395  | 279  | 198  | 189  | 179  | 239  | 261  | 400  | 382  | 323  |

### Mountain Passmijn (Californië)
De Mountain Pass-mijn, op de grens van Californië en Nevada was na de jaren vijftig de grootste producent van aardmetalen. In 1990 had de mijn een aandeel van 40% in de totale wereldproductie. In 1998 werd de mijn deels gesloten vanwege milieuproblemen en de hoge kosten en in 2002 bijna volledig. De prijsstijging van aardmetalen nadien heeft geleid tot een hervatting van de activiteiten. Op 13 december 2010 kreeg het bedrijf Molycorp, de eigenaar van de mijn, alle noodzakelijke vergunningen om met de bouw van faciliteiten voor de winning van zeldzame aardmetalen te starten. Na een investering van ruim een half miljard dollar waren de faciliteiten eind 2012 klaar. De productiecapaciteit steeg naar 19.000 ton per jaar in vergelijking tot circa 3000 ton in 2009. Molycorp vroeg in 2015 uitsel van betaling aan. Na een financiële herstructurering ging het bedrijf in 2016 deels verder onder een nieuwe naam, de mijn werd echter stilgelegd. Medio 2017 werd de mijn verkocht aan de Amerikaanse maatschappij MP Mine Operations LLC, die de productie in 2018 hervatte.

## Afkortingen
In wetenschappelijke teksten worden de volgende Engelse afkortingen gebruikt:
- REE = Rare Earth Elements (zeldzame aardelementen)
- LREE = Light Rare Earth Elements (lichte zeldzame aarden: in het periodiek systeem de zeldzame aarden tot en met samarium)
- HREE = Heavy Rare Earth Elements (zware zeldzame aarden: in het periodiek systeem de zeldzame aarden vanaf europium)